# Attitydproblem
Attitydproblem, CD-EP av trallpunkbandet Sällskapsresan, då under namnet Kalabalik i Lingonskogen från 2006.

## Låtarna på albumet
1. Till försvar (2.44)
2. Politikersvin (3.03)
3. Omtanke (2.32)
4. Attitydproblem (2.38)
5. Lektion 3 (0.14)
6. Dikt i D-takt (1.19)
7. Krig & Fred (3.15)